# لورني إيرل بلانشارد
لورني إيرل بلانشارد هو سياسي كندي، ولد في 6 يونيو 1883، وتوفي في 1967. انتخب عضو المجلس التشريعي في ساسكاتشوان.